# Női 4 × 7,5 km-es biatlonváltó az 1994. évi téli olimpiai játékokon
Az 1994. évi téli olimpiai játékokon a biatlon női 4 × 7,5 km-es váltó versenyszámát február 25-én rendezték a Birkebeineren Stadionban. Az aranyérmet az orosz váltó nyerte. A Magyarországot képviselő Bozsik Anna, Bereczki Brigitta, Szemcsák Éva, Holéczy Beatrix összeállítású csapat a 17. helyen végzett.

## Végeredmény
A csapatok tagjainak mindkét sorozatban 8 lövési kísérlete volt az 5 célpontra. Minden hibás találat után 150 méter büntetőkört kellett megtennie a hibázó versenyzőnek. Az időeredmények másodpercben értendők. A lövőhibák a hibás találatok számát mutatják.
| Helyezés | Csapat | Idő                                       | Lövőhiba          |
| -------- | --- | ----------------------------------------- | ----------------- |
| Arany    | Oroszország (RUS) · Nagyezsda Talanova · Natalja Sznityina · Luiza Noszkova · Anfisza Rezcova               | 1:47:19,5 27:21,1 27:25,4 26:59,0 25:34,0 | 0 0+0             |
| Ezüst    | Németország (GER) · Petra Behle-Schaaf · Simone Greiner-Petter-Memm · Uschi Disl · Antje Misersky-Harvey    | 1:51:16,5 26:56,8 26:38,5 30:43,1 26:58,1 | 6 0+0 3+3 0+0     |
| Bronz    | Franciaország (FRA) · Corinne Niogret · Véronique Claudel · Delphyne Heymann-Burlet · Anne Briand           | 1:52:28,3 27:32,5 28:15,3 28:30,2 28:10,3 | 1 0+0 0+1         |
| 4.       | Norvégia (NOR) · Ann Elen Skjelbreid · Annette Sikveland · Hildegunn Fossen · Elin Kristiansen              | 1:54:08,1 29:36,7 28:21,2 28:17,0 27:53,2 | 2 0+1 0+0         |
| 5.       | Ukrajna (UKR) · Valentina Cerbe-Neszina · Marina Szkolota · Olena Petrova · Olena Zubrilova                 | 1:54:26,5 27:59,6 30:14,2 28:25,4 27:47,3 | 3 0+0 1+1 0+0 1+0 |
| 6.       | Fehéroroszország (BLR) · Irina Kokujeva · Natallja Permjakova · Natallja Rizsankova · Szvjatlana Paramihina | 1:54:55,1 30:10,9 29:19,5 28:43,9 26:40,8 | 8 4+0 1+1 0+2 0+0 |
| 7.       | Csehország (CZE) · Jana Kulhavá · Jiřína Adamičková-Pelcová · Iveta Knížková · Eva Háková                   | 1:57:00,8 29:03,0 30:24,5 30:19,5 27:13,8 | 3 0+0 1+0 2+0 0+0 |
| 8.       | Egyesült Államok (USA) · Beth Coats · Joan Smith · Laura Tavares · Joan Guetschow                           | 1:57:35,9 31:35,2 27:34,7 28:15,4 30:10,6 | 3 0+3 0+0         |
| 9.       | Svédország (SWE) · Eva-Karin Westin · Catarina Eklund · Maria Schylander · Heléne Dahlberg                  | 1:58:07,2 30:43,4 29:06,5 29:18,0 28:59,3 | 0 0+0             |
| 10.      | Finnország (FIN) · Katja Holanti · Tuija Sikiö · Mari Lampinen · Tuija Vuoksiala                            | 1:58:55,7 33:11,0 28:24,2 29:50,7 27:29,8 | 4 0+3 0+0 0+1 0+0 |
| 11.      | Lengyelország (POL) · Anna Stera-Kustucz · Helena Mikołajczyk · Agata Suszka · Halina Pitoń                 | 1:59:18,1 30:03,6 30:01,9 29:17,9 29:54,7 | 4 0+0 0+2 0+0 2+0 |
| 12.      | Észtország (EST) · Jelena Poljakova-Všivtseva · Eveli Peterson · Krista Lepik · Merle Viirmaa               | 1:59:30,4 29:31,4 29:10,4 29:33,6 31:15,0 | 2 0+0 0+1         |
| 13.      | Bulgária (BUL) · Marija Manolova · Nadezsda Alekszieva · Ekaterina Dafovszka · Iva Karagjozova-Skodreva     | 2:00:16,2 29:33,3 31:47,3 29:26,1 29:29,5 | 3 0+0 1+1 1+0 0+0 |
| 14.      | Kína (CHN) · Liu Giulan · Song Aiqin · Vang Csin-ping · Wang Jinfen                                         | 2:01:08,8 30:42,8 28:51,0 33:04,2 28:30,8 | 5 0+0 2+2 0+1     |
| 15.      | Kanada (CAN) · Jane Isakson · Myriam Bédard · Kristin Berg · Lise Meloche                                   | 2:02:22,7 31:42,6 27:20,9 32:15,6 31:03,6 | 6 0+0 3+0 0+3     |
| 16.      | Románia (ROU) · Adina Ţuţulan-Şotropa · Mihaela Cârstoi · Ana Roman · Ileana Ianoşiu-Hangan                 | 2:02:36,8 31:01,3 31:17,5 30:33,6 29:44,4 | 4 0+0 0+3 0+0 0+1 |
| 17.      | Magyarország (HUN) · Bozsik Anna · Bereczki Brigitta · Szemcsák Éva · Holéczy Beatrix                       | 2:08:27,6 31:37,1 32:11,0 31:49,9 32:49,6 | 5 0+2 0+1 0+0     |